# Diocesi di Coira

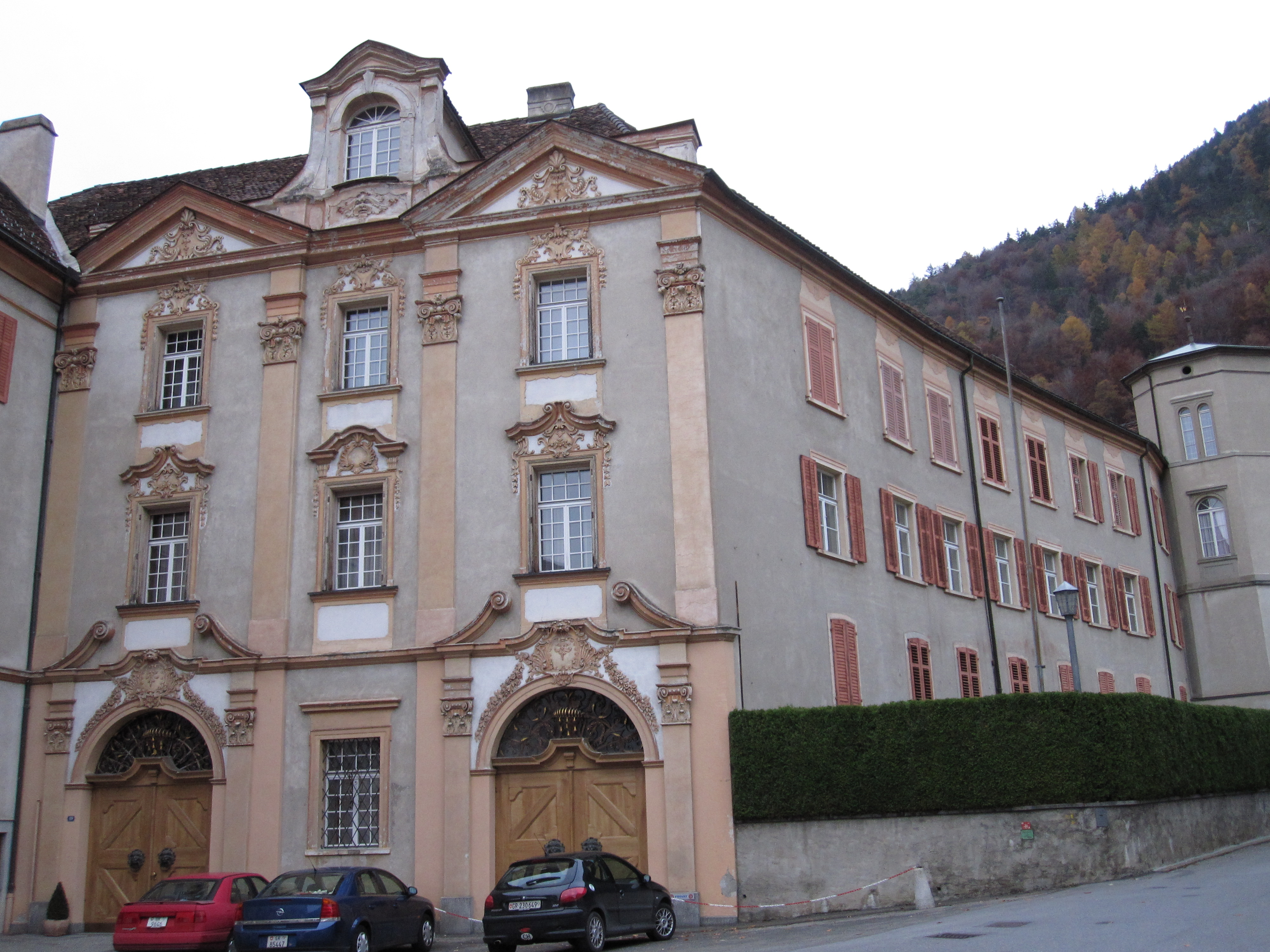
Il palazzo episcopale di Coira.

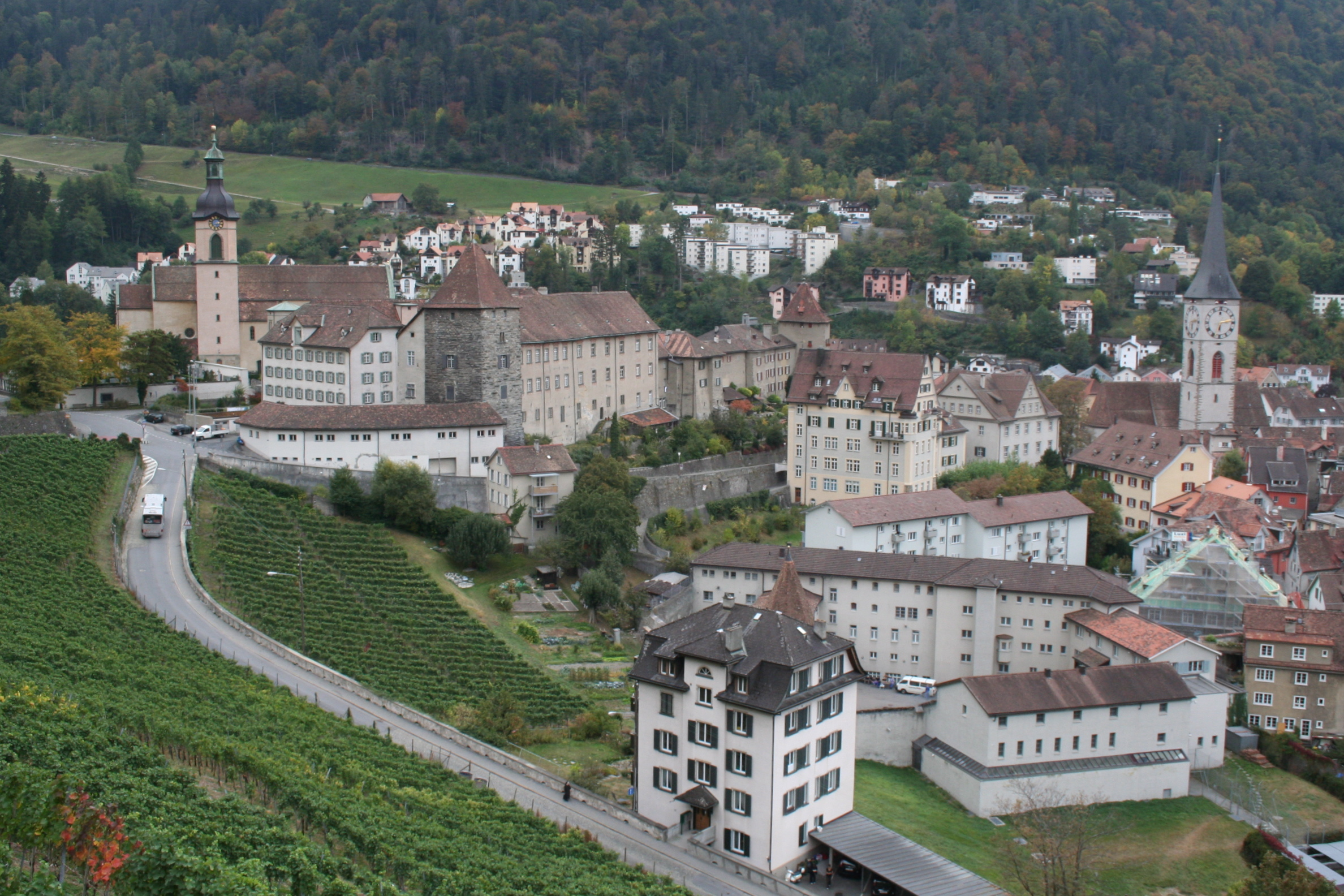
LHof Chur, sulla sinistra nella foto, di proprietà della diocesi, comprende la cattedrale ed il palazzo vescovile; la chiesa sulla destra è la Martinskirche, chiesa protestante di Coira.

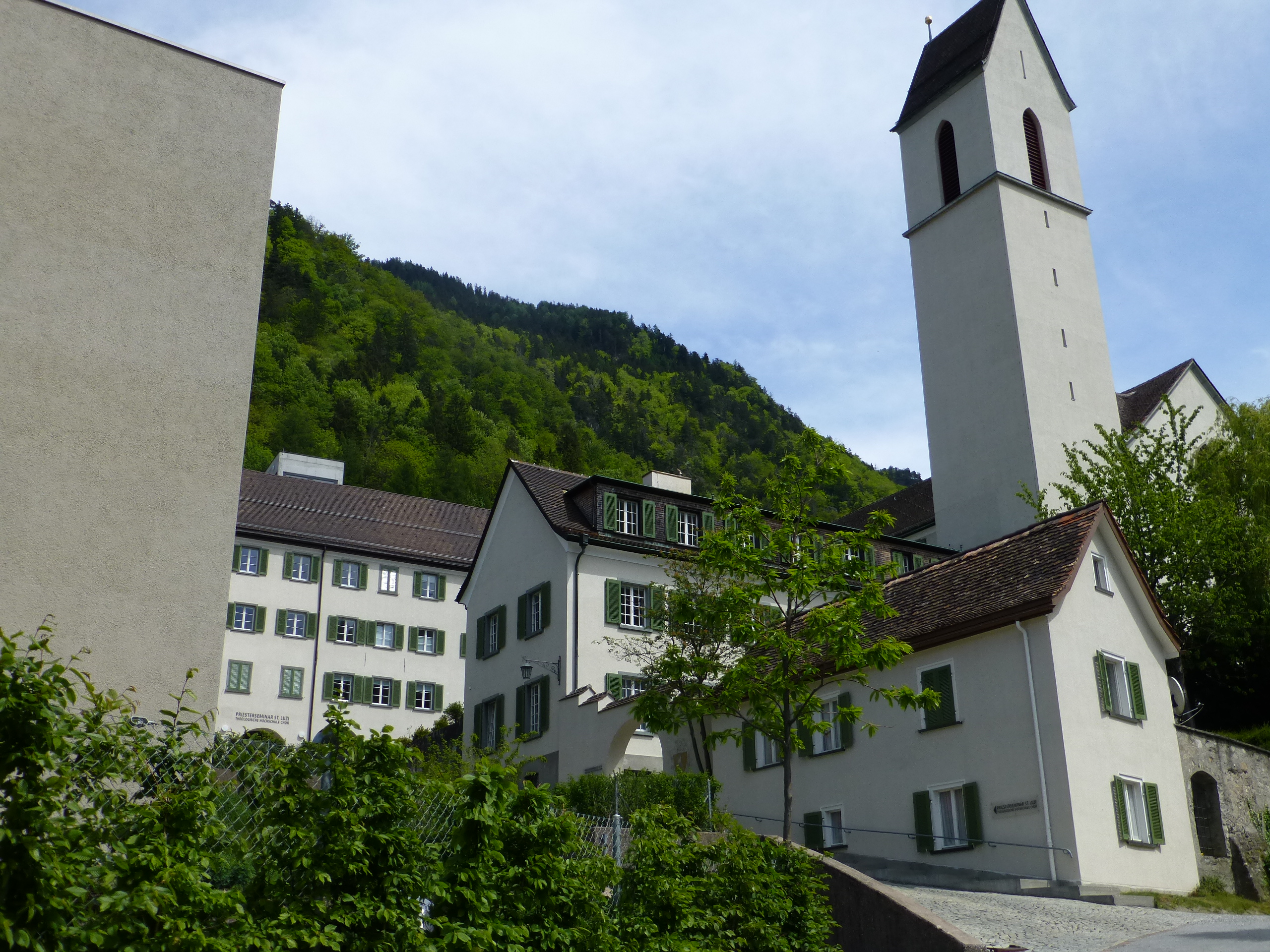
Il seminario San Lucio di Coira.

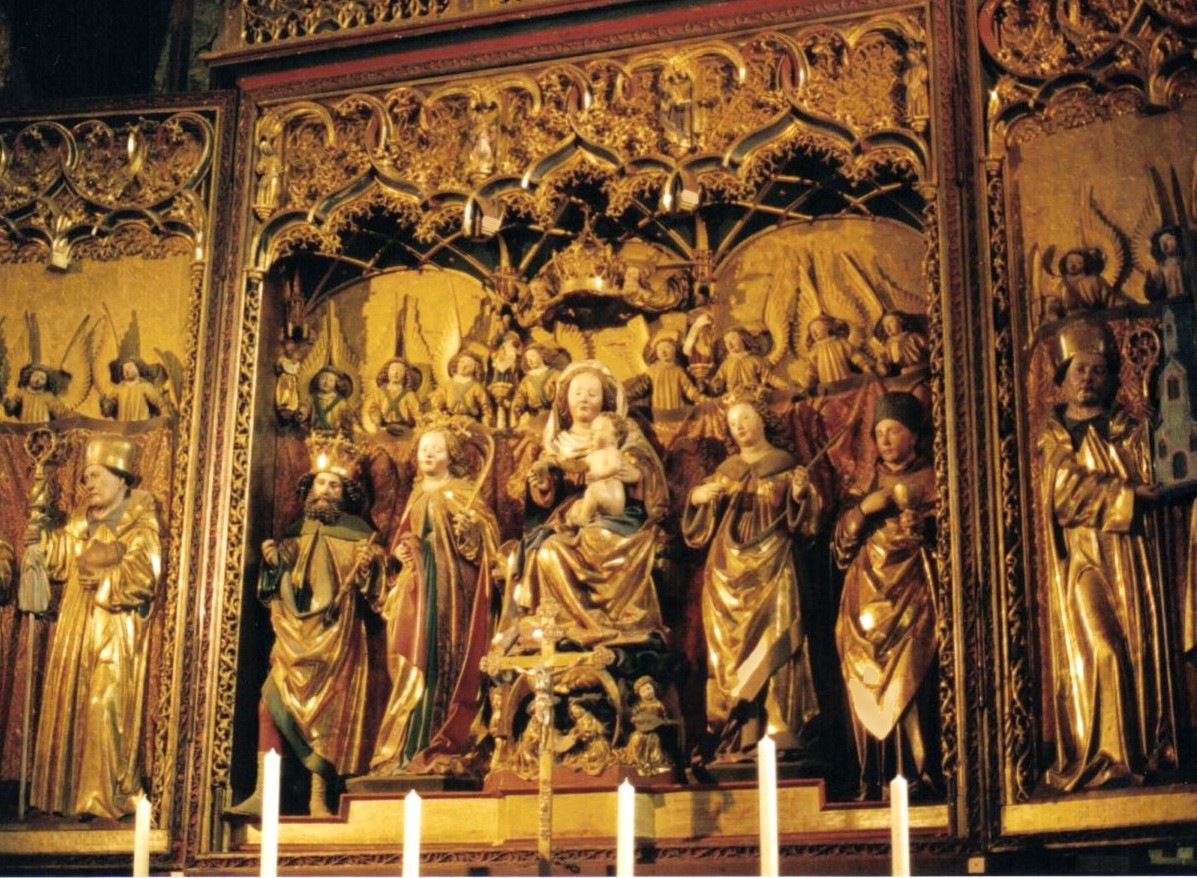
Pala d'altare della cattedrale di Coira.

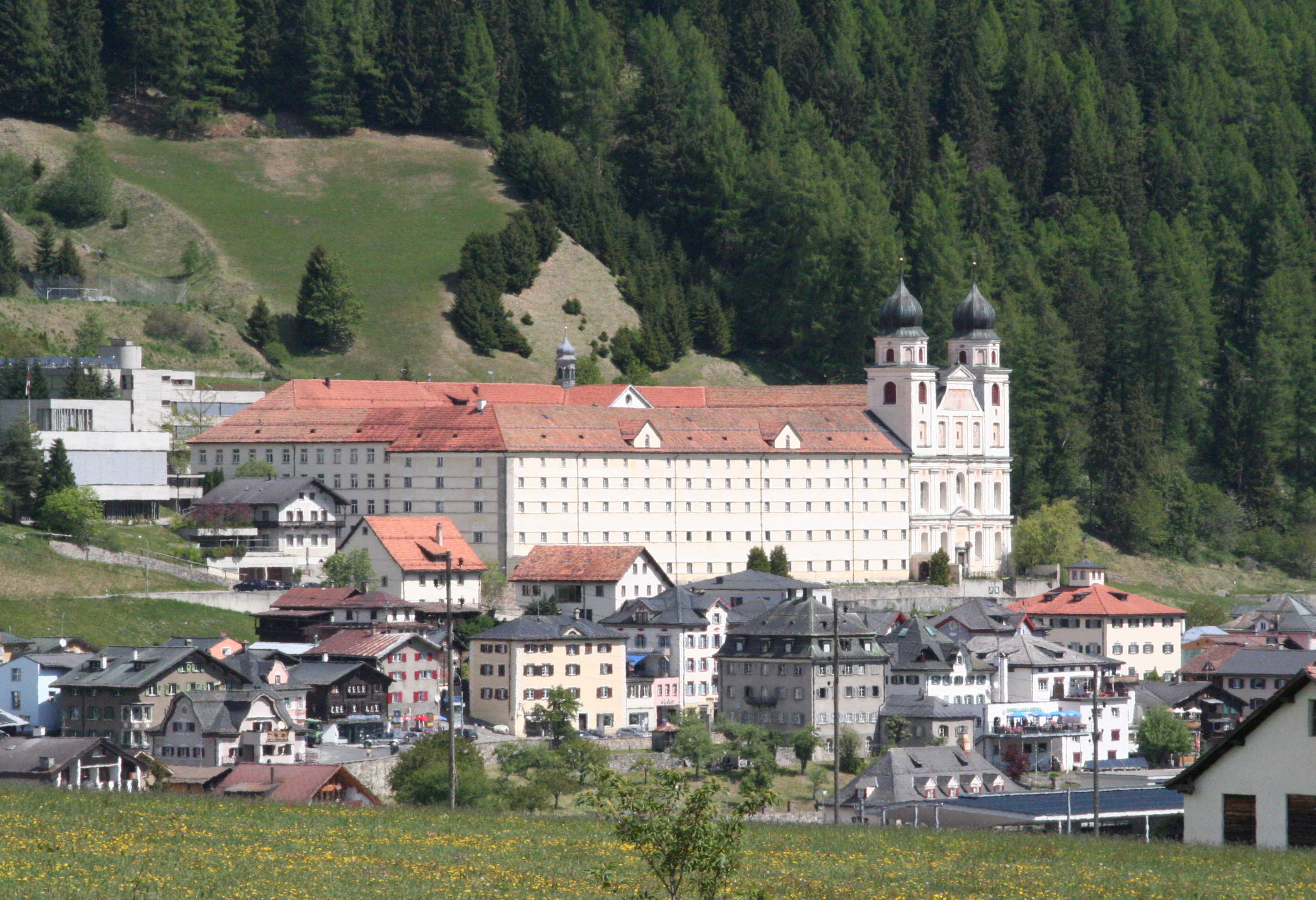
L'abbazia benedettina di Disentis, fondata nell'VIII secolo.

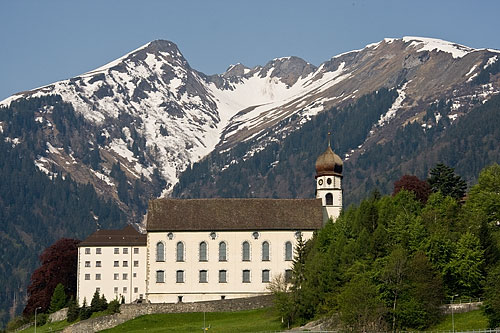
L'abbazia benedettina di Pfäfers, anch'essa dell'VIII secolo.

La diocesi di Coira (in latino Dioecesis Curiensis) è una sede della Chiesa cattolica in Svizzera immediatamente soggetta alla Santa Sede. Nel 2023 contava 652.361 battezzati su 2.074.902 abitanti. È retta dal vescovo Joseph Maria Bonnemain.
La diocesi di Coira dal 1448 gode del privilegio di una procedura di elezione del vescovo concordata fra i 24 canonici del capitolo della cattedrale e la Santa Sede, privilegio confermato da papa Pio XI nel 1926 e parzialmente modificato da papa Pio XII nel 1948.

## Territorio
La diocesi comprende i cantoni svizzeri di: Grigioni, Svitto, Glarona, Zurigo, Obvaldo, Nidvaldo ed Uri.
Sede vescovile è la città di Coira, dove si trova la cattedrale dell'Assunzione di Maria Vergine.
Il territorio si estende su 12.270 km² ed è suddiviso in 310 parrocchie.

## Storia
La storia della diocesi di Coira è strettamente legata a quella della provincia romana della Rezia prima, i cui confini furono a lungo anche quelli della diocesi; per questo motivo spesso la provincia era chiamata anche Rezia Curiense.
Il cristianesimo giunse in questa regione dall'Italia. La tradizione attribuisce l'evangelizzazione e la fondazione della diocesi a san Lucio, patrono della Chiesa curiense. Diversi sono i vescovi riportati dalla tradizione locale. Tuttavia, la prima menzione di un vescovo di Coira risale al 451; in quell'anno il vescovo di Como firmò una lettera sinodale del vescovo di Milano a papa Leone I anche a nome dell'assente vescovo di Coira, Asinio o Asimo: ...Asinione ecclesiae Curiensis primae Rhaetiae episcopo.
L'episcopatus o dioecesis Curiensis appartenne alla metropolia di Milano dalla sua fondazione fino al trattato di Verdun dell'843. Da quell'anno divenne suffraganea dell'arcidiocesi di Magonza fino al 1801, quando Magonza fu ridotta al rango di semplice diocesi.
Nel VII secolo furono definiti i confini della diocesi, che rimasero invariati fino al XIX secolo: «Comprendeva il territorio dell'attuale canton Grigioni (senza la val Poschiavo), la valle del Reno fino alla gola dell'Hirschensprung, la regione di Sargans, la pianura della Linth, la parte settentrionale del canton Glarona, la valle di Orsera, il territorio del principato del Liechtenstein, il Vorarlberg fino a Götzis compreso, la valle di Paznaun (Ischgl) e la val Venosta fino al fiume Passirio».
In un documento del vescovo Vittore III all'imperatore Ludovico il Pio (prima metà del IX secolo), viene menzionata la presenza, nel territorio diocesano, di oltre 230 chiese e cappelle, e di sette monasteri a Disentis, Pfäfers, Tubre, Müstair, Cazis, Schänis e Mistail (comune di Alvaschein); esisteva inoltre una scuola episcopale. Nel tardo medioevo si aggiunsero altre abbazie, tra cui quelle premonstratensi di San Lucio a Coira, di Churwalden e di Klosters; e quella certosina di Senales presso Merano.
Alla politica attuata da Carlo Magno, tendente a separare il potere temporale da quello religioso (VIII e IX secolo), si oppose la politica di Ottone I e dei suoi successori (dal X secolo), che conferirono ai vescovi di Coira ampi poteri e privilegi dotandoli di diverse donazioni, ponendo così le basi per lo sviluppo del principato vescovile nel basso medioevo. In particolare i vescovi di Coira ebbero a lungo il controllo del passo del Settimo, a quel tempo la principale via di transito per l'attraversamento delle Alpi centrali.
Nel 1079 venne eletto a vescovo Norbert, pur essendo colpito da scomunica, al posto del candidato romano Ulrich von Tarasp, che comunque gli succedette nel 1098. Il vescovo Adelgott riformò i monasteri di Cazis, Müstair e Schänis, e fondò quello di San Lucio a Coira. All'epoca degli Hohenstaufen, i vescovi di Coira che controllavano i passi retici, presero le parti dell'imperatore, il che portò a doppie investiture papali e imperiali. Tra il 1251 e il 1272 il vescovo Heinrich von Montfort dovette fronteggiare la nobiltà locale. Il vescovo Konrad von Belmont chiamò a Coira nel 1277 i domenicani; essi fondarono il convento di San Nicola e sostennero il vescovo nella cura delle anime, incontrando forte resistenza nel clero secolare. Nel 1300 il vescovo Siegfried von Gelnhausen riscattò la diocesi imperiale di Coira dai Baroni Von Vaz e rappresentò l'imperatore Enrico VII in Italia.
Con il Concordato di Vienna del 1448 fu concesso ai canonici del capitolo della cattedrale di poter eleggere il vescovo diocesano.
Nel XV secolo la diocesi era suddivisa in sette decanati: Coira, basso Landquart (gli odierni distretti di Sargans e di Werdenberg nel Liechtenstein), Walgau, Oberland e valle di Orsera, Ob Churwalden, Engadina e val Venosta.
Nel XVI secolo, l'avvento della riforma protestante pose fine al principato ecclesiastico; i vescovi di Coira tuttavia mantennero una specie di signoria su alcuni vecchi feudi della diocesi, tra cui l'area dello Hof di Coira (luogo della cattedrale e del castello vescovile), Fürstenburg nella Val Venosta, Grossengstingen nella Svevia, Fürstenau e Obervaz nei Grigioni.
Un accordo stipulato fra la Lega Caddea e i vescovi di Coira, ed accettata anche dalla Santa Sede, da un lato permise la sopravvivenza della diocesi in un territorio dove si andava sempre più diffondendosi il protestantesimo, e dall'altro portò ad un'ingerenza sempre più marcata dei laici nell'amministrazione della diocesi stessa e nella scelta dei vescovi.
La dieta federale del 1804 decise di non secolarizzare il principato vescovile, che tuttavia perse i territori fuori dai confini svizzeri a favore dell'Austria; solo sullo Hof i vescovi continuarono ad esercitare i diritti di sovranità temporale.
Anche il territorio diocesano, nella prima metà dell'Ottocento, subì sostanziali modifiche, che alterarono la sua millenaria fisionomia. Nel 1805 la diocesi perse tutti i territori non elvetici, ossia il Tirolo e il Vorarlberg, politicamente parte del regno di Baviera e dell'impero austriaco; in seguito, dopo il 1816, essi furono annessi alle diocesi di Trento e di Bressanone. Questo comportò la chiusura del seminario diocesano di Merano, aperto nel 1800, ed il suo trasferimento nel 1807 nell'abbazia premonstratense di San Lucio a Coira.
Con la perdita delle regioni orientali, il territorio diocesano comprendeva solo terre svizzere, oltre al principato del Liechtenstein. Nel 1819 i territori svizzeri della diocesi di Costanza furono suddivisi fra le diocesi di Coira e di Basilea. A Coira furono assegnati i cantoni di Svitto, Glarona, Obvaldo, Nidvaldo, Uri, Zurigo, San Gallo, Appenzello Interno, Appenzello Esterno e Sciaffusa.
Il 2 luglio 1823 per effetto della bolla Ecclesias quae antiquitate di papa Pio VII il canton San Gallo fu ceduto a vantaggio dell'erezione della diocesi di San Gallo, unita aeque principaliter a Coira fino all'8 aprile 1847, quando ne fu divisa. Nel 1866 i due cantoni di Appenzello furono ceduti alla diocesi di San Gallo. In precedenza, nel 1841, Coira aveva perso anche il canton Sciaffusa a vantaggio della diocesi di Basilea.
Sugli altri cantoni assegnati nel 1819 (ossia Obvaldo, Nidvaldo, Glarona, Zurigo e Uri), i vescovi di Coira ancora oggi esercitano unicamente le funzioni di amministratori apostolici. Infatti, nel rispetto delle autonomie locali, ogni singolo cantone doveva aderire alla decisione pontificia con un apposito accordo. Solo il cantone di Svitto si unì definitivamente alla diocesi il 15 dicembre 1824; per gli altri cantoni furono intavolate delle trattative con le autorità cantonali nel 1913, 1919 e 1924, che però fallirono.
L'accordo tra Svizzera e Santa Sede del 23 ottobre 1869, entrato in vigore il 29 agosto 1870, stabilì il passaggio dei comuni di lingua italiana di Brusio e Poschiavo dalla diocesi di Como a quella di Coira.
Per l'accresciuta importanza di Zurigo e l'aumento considerevole del numero dei cattolici nel suo cantone, nel 1956 vi è stato istituito un vicariato generale. Infatti nel 1863 Zurigo aveva una sola parrocchia, ma erano 41 nel 1928; inoltre nel 1970 il 59% dei cattolici della diocesi vivevano nel Canton Zurigo.
Con il decreto Etsi salva del 28 giugno 1948 papa Pio XII modificò la modalità di elezione del vescovo, d'ora in poi scelto dal capitolo della cattedrale non liberamente, ma all'interno di una terna fornita dalla Santa Sede. Nel 1957, tuttavia, lo stesso papa nominò un vescovo con diritto di successione, Johannes Vonderach; tale situazione si ripeté nel 1988 con la nomina del vescovo coadiutore Wolfgang Haas, suscitando tensioni fra i cattolici nella diocesi.
Papa Giovanni Paolo II eresse l'arcidiocesi di Vaduz il 2 dicembre 1997 con territorio dismembrato dalla diocesi di Coira (il decanato di Vaduz), rendendola immediatamente soggetta alla Santa Sede; il vescovo di Coira, Wolfgang Haas ne divenne il primo arcivescovo. Il suo successore a Coira, Amédée Grab, fu scelto dal capitolo della cattedrale, riprendendo l'antica consuetudine; anche il successore di questi, Vitus Huonder, fu nominato nel 2007 seguendo la speciale procedura tradizionale.
Nel 2012 la Corporazione romano-cattolica del Canton Zurigo indirizzò al vescovo Huonder un documento per la ripartizione della diocesi. Nel 2017 il vescovo annunciò che avrebbe instaurato una discussione con le autorità ecclesiastiche del Canton Zurigo. Le tensioni secessioniste dei cattolici del Canton Zurigo erano già state affrontate dalla Conferenza dei vescovi svizzeri negli anni settanta e si ripropongono periodicamente.
Dopo le dimissioni del vescovo Vitus Huonder per raggiunti limiti di età nel maggio 2019, la peculiare procedura di elezione del successore fu occasione di ulteriori tensioni tra il capitolo dei canonici e la Santa Sede, tanto che nel novembre 2020 il capitolo rigettò la terna di tre nomi proposta; per questo il 15 febbraio 2021 papa Francesco nominò vescovo Joseph Marie Bonnemain, uno dei nomi presenti nella terna rifiutata, senza la previa approvazione del capitolo, e contemporaneamente accolse le dimissioni anticipate del vescovo ausiliare Marian Eleganti.

## Cronotassi dei vescovi
Si omettono i periodi di sede vacante non superiori ai 2 anni o non storicamente accertati.
- Purizio †
- Claudiano †
- Sant'Ursicino †
- Sedonio †
- Eddo †
- Leutardo †
- Otcario †
- Notingo †
- Asinio † (menzionato nel 451)
- San Valentiniano (o Valenziano) † (? - 7 gennaio 548 deceduto)[15]
- Paolino †
- Teodoro † (menzionato nel 599)
- Vittore I † (menzionato nel 614)
- Pasquale † (VII secolo)
- Vittore II † (VIII secolo)
- Vigilio † (VIII secolo)
- Tello † (prima del 759 circa - dopo il 765)
- Constanzo † (menzionato nel 773 circa)
- Remedio † (menzionato nell'800 circa)
- Vittore III † (menzionato nell'831)
- Verendario † (prima dell'836 - dopo l'842)
- Hesso † (prima dell'849 - dopo l'868)
- Rothar † (? - 13 settembre circa 887 deceduto)
- Dietholf † (888 - dopo il 913)
- Waldo † (prima del 920 - 17 maggio 949 deceduto)
- Hartbert † (951 - 6 gennaio 971 deceduto)
- Hiltibold † (circa 972 - dopo il 988)
- Rupert † (prima del 1000)
- Ulrich † (circa 1000 - dopo il 1024)
- Hartmann † (prima del 1030 - 1039/1040 deceduto)
- Dietmar † (1040 - 28 gennaio 1070 deceduto)
- Heinrich † (1070 - 23 dicembre 1078 deceduto)
- Norbert † (1079 - 26 gennaio 1088 deceduto)
- Ulrich von Tarasp † (1089 - 30 luglio 1096 deceduto)
- Wido † (1096 - 17 maggio 1122 deceduto)
- Konrad von Biberegg † (29 aprile 1123 - 2 marzo o 19 maggio 1142 deceduto)
- Konrad † (circa 18 luglio 1142 - 27 marzo 1150 deceduto)
- Beato Adalgotto, O.Cist. † (4 febbraio 1151 - 3 ottobre 1160 deceduto)
- Egino von Ehrenfels † (16 aprile 1167 consacrato - 9 agosto 1170 deceduto)
- Ulrich von Tegernfeld † (1170 - 1179 dimesso)
- Bruno von Ehrenfels † (1179 - 1º febbraio 1180 deceduto)
- Heinrich von Arbon † (1180 - 9 novembre 1193 deceduto)
- Raniero della Torre † (1194 - 9 novembre 1209 deceduto)
- Arnold von Mätsch † (1209 - 24 dicembre 1221 deceduto)
- Heinrich von Realte † (1221 - 1222 deceduto)
  - Albrecht von Güttingen † (1221 - 1222)
- Rudolf von Güttingen † (1222 - 18 settembre 1226 deceduto)
- Berthold von Helffenstein † (1229 - 25 agosto 1233 deceduto)
- Ulrich von Kyrburg † (1233 - 17 giugno 1237 deceduto)
- Volkhard von Neuenburg † (1º novembre 1237 - 16 ottobre 1251 deceduto)
- Heinrich Montfort, O.P. † (1255 - 14 novembre 1272 deceduto)
- Konrad von Belmont † (1272 - 25 settembre 1282 deceduto)
- Friedrich von Montfort † (5 gennaio 1288 - 3 giugno 1290 deceduto)
- Berthold von Heiligenberg † (1290 - 17 gennaio 1298 deceduto)
- Hugo von Montfort † (1298 - 3 agosto 1298 deceduto)
- Siegfried von Geilnhausen † (20 novembre 1298 - 19 luglio 1321 deceduto)
- Rudolf Ivon Montfort † (19 marzo 1322 - 1º ottobre 1322 nominato vescovo di Costanza)
  - Rudolf Ivon Montfort † (1º ottobre 1322 - 1324 o 1325 dimesso) (amministratore apostolico)
- Hermann von Eichenbach † (1324 - 1325)
- Johann von Pfefferhart † (12 giugno 1325 - 23 maggio 1331 deceduto)
- Ulrich von Lenzburg, O.E.S.A. † (14 giugno 1331 - 24 marzo 1355 deceduto)
- Peter Gelyto † (10 giugno 1356 - 9 giugno 1368 nominato vescovo di Litomyšl)
- Friedrich von Erdingen † (20 novembre 1368 - 2 aprile 1376 nominato vescovo di Bressanone)
- Johann von Ehingen † (2 aprile 1376 - 30 giugno 1388 deceduto)
- Bartholomäus † (1388 - 1390 deceduto)
- Antonius † (15 febbraio 1390 - prima del 18 maggio 1391 dimesso)
- Hartmann di Werdenberg-Sargans † (24 ottobre 1388 - 6 settembre 1416 deceduto)
- Johannes Ambundii † (28 febbraio 1418 - 11 luglio 1418 nominato arcivescovo di Riga)
- Johann Naso † (11 luglio 1418 - 24 gennaio 1440 deceduto)
  - Konrad von Rechberg † (24 gennaio 1440 - 1441 deceduto) (vescovo eletto)
  - Heinrich von Hewen † (8 marzo 1441 - 1452 deposto) (amministratore apostolico)
- Anton de Tosabetis † (10 maggio 1456 - 1456 deceduto)
- Leonhard Wyssmayer † (12 novembre 1456 - 12 giugno 1458 deceduto)
- Ortlieb von Brandis † (31 luglio 1458 - 25 luglio 1491 deceduto)
- Heinrich von Höwen † (9 settembre 1491 - 6 giugno 1505 dimesso)
- Paul Ziegler von Ziegelberg † (6 giugno 1505 - 25 agosto 1541 deceduto)
- Licius Iter † (26 aprile 1542 - 4 dicembre 1548 deceduto)
- Thomas Planta † (19 marzo 1550 - 4 maggio 1565 deceduto)
- Beatus di Porta † (24 agosto 1565 - 1581 dimesso)
- Peter von Rascher † (6 novembre 1581 - 3 giugno 1601 deceduto)
- Giovanni Flugi de Aspremont † (9 aprile 1601 - 24 agosto 1627 dimesso)
- Joseph Mohr von Zernetz † (10 settembre 1627 - 6 agosto 1635 deceduto)
- Giovanni Flugi de Aspremont † (22 settembre 1636 - 24 gennaio 1661 deceduto)
- Ulrich de Mont † (19 dicembre 1661 - 28 febbraio 1692 deceduto)
- Ulrich von Federspiel † (1º dicembre 1692 - 11 ottobre 1728 deceduto)
- Joseph Benedikt von Rost † (23 marzo 1729 - 12 novembre 1754 deceduto)
- Johann Anton von Federspiel † (21 luglio 1755 - 27 gennaio 1777 deceduto)
- Franz Dionysius von Rost † (28 luglio 1777 - 31 ottobre 1793 deceduto)
- Karl Rudolf von Buol-Schauenstein † (12 settembre 1794 - 23 ottobre 1833 deceduto)
- Johann Georg Bossi † (6 aprile 1835 - 9 gennaio 1844 deceduto)
- Kaspar de Carl ab Hobenbalken † (9 gennaio 1844 succeduto - 19 aprile 1859 deceduto)
- Nikolaus Franz Florentini † (26 settembre 1859 - 27 febbraio 1877 dimesso)
- Kaspar (Balthasar) Willi, O.S.B. † (12 marzo 1877 - 17 aprile 1879 deceduto)
- Francesco Costantino Rampa † (22 settembre 1879 - 17 settembre 1888 deceduto)
- Johannes Fidelis Battaglia † (14 febbraio 1889 - 12 febbraio 1908 dimesso[16])
- Georg Schmid von Grüneck † (13 luglio 1908 - 6 maggio 1932 deceduto)
- Laurenz Matthias Vincenz † (6 maggio 1932 succeduto - 29 luglio 1941 deceduto)
- Christian Caminada † (17 ottobre 1941 - 18 gennaio 1962 deceduto)
- Johannes Vonderach † (18 gennaio 1962 succeduto - 22 maggio 1990 ritirato)
- Wolfgang Haas (22 maggio 1990 succeduto - 2 dicembre 1997 nominato arcivescovo di Vaduz)
- Amédée (Antoine-Marie) Grab, O.S.B. † (12 giugno 1998 - 5 febbraio 2007 ritirato)[17]
- Vitus Huonder † (8 luglio 2007 - 20 maggio 2019 ritirato)[18]
- Joseph Maria Bonnemain, dal 15 febbraio 2021

## Statistiche
La diocesi nel 2023 su una popolazione di 2.074.902 persone contava 652.361 battezzati, corrispondenti al 31,4% del totale.
| anno | popolazione | popolazione | popolazione | presbiteri | presbiteri | presbiteri | presbiteri                | diaconi | religiosi | religiosi | parrocchie |
| anno | battezzati  | totale      | %           | numero     | secolari   | regolari   | battezzati per presbitero | diaconi | uomini    | donne     | parrocchie |
| ---- | ----------- | ----------- | ----------- | ---------- | ---------- | ---------- | ------------------------- | ------- | --------- | --------- | ---------- |
| 1948 | ?           | 980.162     | ?           | 960        | 545        | 415        | ?                         |         | 497       | 3.160     | 264        |
| 1970 | 555.360     | 1.311.930   | 42,3        | 974        | 574        | 400        | 570                       |         | 400       | 2.565     | 259        |
| 1980 | 790.000     | 1.690.000   | 46,7        | 973        | 571        | 402        | 811                       |         | 477       | 1.935     | 340        |
| 1990 | 726.000     | 1.631.000   | 44,5        | 787        | 480        | 307        | 922                       | 2       | 365       | 1.883     | 341        |
| 1999 | 684.930     | 1.649.000   | 41,5        | 659        | 422        | 237        | 1.039                     | 17      | 305       | 1.116     | 305        |
| 2000 | 655.500     | 1.582.100   | 41,4        | 633        | 393        | 240        | 1.035                     | 18      | 308       | 1.942     | 309        |
| 2001 | 631.020     | 1.593.555   | 39,6        | 616        | 388        | 228        | 1.024                     | 28      | 334       | 1.100     | 309        |
| 2002 | 610.030     | 1.530.450   | 39,9        | 665        | 387        | 278        | 917                       | 31      | 375       | 1.075     | 309        |
| 2003 | 658.770     | 1.706.290   | 38,6        | 673        | 377        | 296        | 978                       | 28      | 405       | 1.065     | 309        |
| 2004 | 777.280     | 1.642.575   | 47,3        | 685        | 385        | 300        | 1.134                     | 33      | 366       | 977       | 309        |
| 2006 | 686.446     | 1.655.708   | 41,5        | 661        | 381        | 280        | 1.038                     | 36      | 395       | 965       | 308        |
| 2013 | 650.660     | 1.859.376   | 35,0        | 577        | 351        | 226        | 1.127                     | 51      | 340       | 917       | 312        |
| 2016 | 695.631     | 1.972.803   | 35,3        | 516        | 349        | 167        | 1.348                     | 59      | 279       | 795       | 310        |
| 2017 | 663.010     | 2.034.514   | 32,6        | 502        | 340        | 162        | 1.320                     | 61      | 267       | 702       | 309        |
| 2019 | 679.946     | 2.041.680   | 33,3        | 516        | 343        | 173        | 1.317                     | 60      | 278       | 750       | 309        |
| 2021 | 677.220     | 2.089.107   | 32,4        | 498        | 338        | 160        | 1.359                     | 68      | 246       | 806       | 310        |
| 2023 | 652.361     | 2.074.902   | 31,4        | 553        | 338        | 215        | 1.179                     | 59      | 314       | 798       | 310        |